# Жозеф Совер
Жозе́ф Сове́р (фр. Joseph Sauveur; 24 березня 1653, Ла-Флеш — 9 липня 1716, Париж) — французький математик і акустик, основоположник музичної акустики.

## Біографічні дані
Народився у сім'ї провінційного нотаріуса. Від народження Совер мав вади слуху і до семи років не говорив. Ще в дитинстві проявив талант до математики. Базову освіту здобув у єзуїтському коледжі Генріха Великого у місті Ла-Флеш. Його дядько погодився фінансувати навчання в Парижі, куди той 1670 року перебрався і де вивчав математику, фізику, анатомію та ботаніку. До 1680 року він був домашнім улюбленцем при дворі короля Людовика XIV, де він читав курси анатомії придворним і розраховував для них шанси у картярській грі під назвою «бассет».
У 1681 році став асистентом французького фізика-гідравліка Едма Маріотта. Під його керівництвом він провів розрахунки до проєкту водопроводу для маєтку Шантії Людовика II Бурбона-Конде. Якраз тоді почав проводити досліди в галузі слухових явищ. З 1686 року обійняв посаду завідувача кафедри математики у Королівському колегіумі.

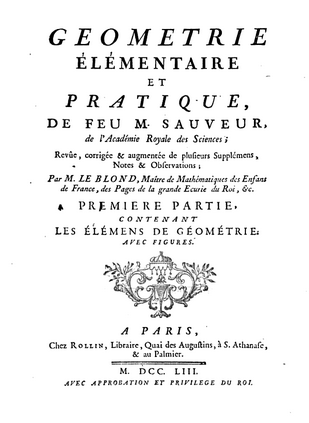
Титульна сторінка Елементарної і практичної геометрії (1753) Жозефа Совера за редакцією

У 1696 році він став членом Французької академії наук, у 1703 — екзаменатором в Інженерному корпусі.
4 березня 1699 Совер був оголошений «пенсіонером-ветераном» (фр. pensioned veteran) Академії. Він помер у 1716 році.

## Наукові здобутки
Вважається, що він увів термін «акустика», як похідний від давньогрецького слова ακουστός, що означає «здатний бути почутим». Вивчав явище підсилення звуку, запропонував спосіб визначення частоти коливань звуку і першим провів розрахунок довжини звукової хвилі, проводив дослідження коливань струни, першим пояснив феномен обертонів, ґрунтуючись на дослідженнях Марена Мерсенна. Увів поняття «основний тон» при вивченні принципів гармонії і гри на органі. Першим визначив межі чутності звуку.

## Праці
- Sur la détermination d'un son fixe. in: Histoire de l'Académie Royale des sciences 1700
- Principes d'acoustique et de musique, ou système général des intervalles des sons. in: Mémoires de l'Académie Royale des sciences 1701 ici [Архівовано 4 серпня 2010 у Wayback Machine.]
- Application des sons harmoniques à la composition des jeux d'orgues. in: Mémoires… 1702
- Méthode générale pour former des systèmes tempéré de musique, et du choix de celui qu'on doit suivre. in: Mémoires… 1707
- Table générale des systèmes tempérés de musique. in: Mémoires… 1711
- Rapports des sons des cordes d'instruments de musique, aux flêches des cordes; et nouvelles déterminations de sons fixes. in: Mémoires… 1713